# Maladie de Naito-Oyanagi
La maladie de Naito-Oyanagi est une maladie neurodégénérative ayant une évolution progressive qui se manifeste chez l'adulte par une ataxie, une chorée-atéthose, et une démence. Chez l'enfant la maladie se manifeste par une ataxie, une myoclonie, une épilepsie et une détérioration intellectuelle. Le début de la maladie est entre 1 et 60 ans avec un âge moyen de 30 ans.
Cette maladie génétique est secondaire à une expansion du triplet CAG dans le gène DRPLA.

## Sources
- (en) Online Mendelian Inheritance in Man, OMIM (TM). Johns Hopkins University, Baltimore, MD. MIM Number: 125370 www3.ncbi.nlm.nih.gov
- (en) Shoji Tsuji, DRPLA In : GeneReviews at GeneTests: Medical Genetics Information Resource (database online). Copyright, University of Washington, Seattle. 1997-2005. www.genetests.org